# 總光寺
座標: 北緯38度51分33秒 東経139度58分05秒 / 北緯38.85917度 東経139.96806度

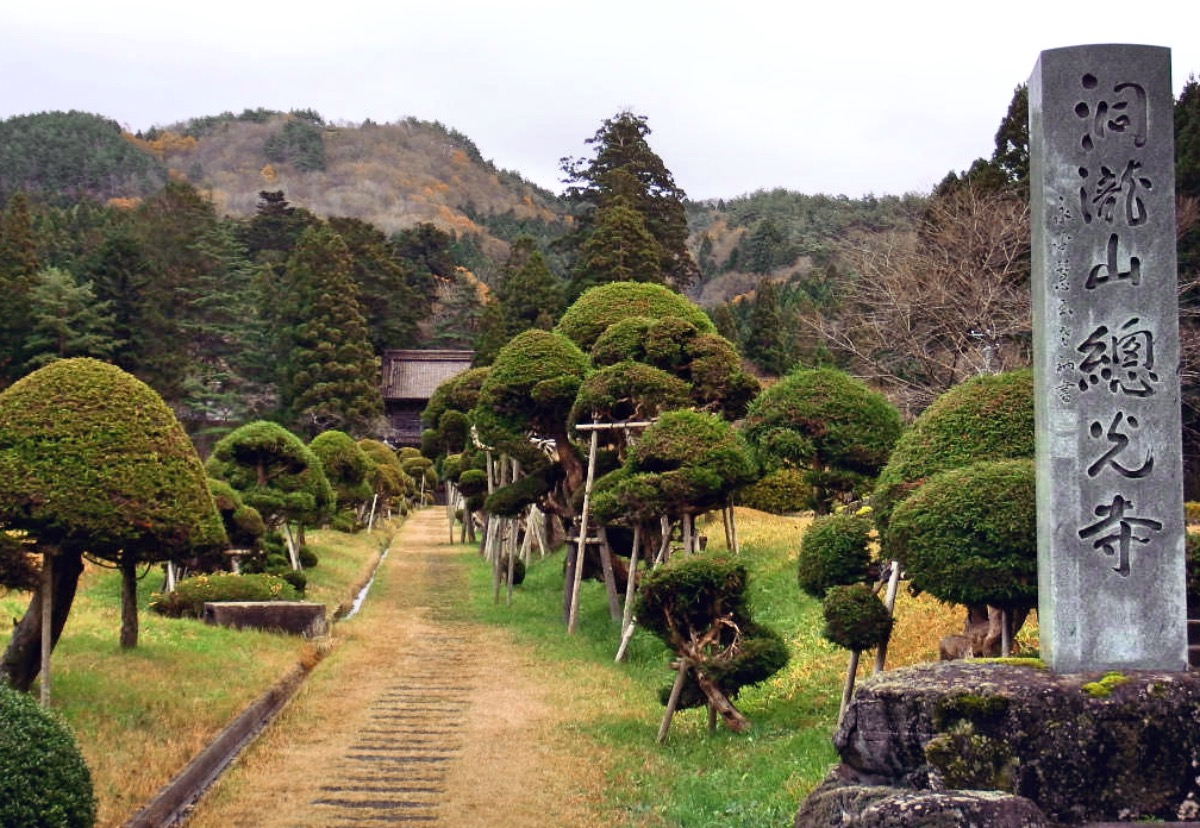
總光寺

洞瀧山 總光寺（どうろうさん そうこうじ）は、山形県酒田市総光寺沢にある曹洞宗の禅寺である。室町時代の1384年に月庵良圓禅師が開山し、伊勢守佐藤正信公が創建した。

## 文化財
1996年3月29日に、江戸時代後期の作とされ、小堀遠州流の様式を取り入れているとされる本寺院の庭園「蓬莱園」が、「總光寺庭園」の名称で国の名勝に指定された。さらに、参道にある「きのこ杉」は、山形県指定天然記念物となっているほか、「總光寺山門」は酒田市指定文化財となっている。

## 自動車でのアクセス方法
- JR酒田駅より→約30分
- JR余目駅より→約10分
- 日本海東北自動車道酒田中央インターチェンジより→約15分[6]